# U-105 (1940)
| U-105                                   | U-105 | U-105 |
| --------------------------------------- | --- | --- |
| U 105                                   | | |
|                                         | | |
| Підводний човен U-106, однотипний U-105 | | |
| Верф                                    | Deutsche Schiff- und Maschinenbau, AG Weser, Бремен | Deutsche Schiff- und Maschinenbau, AG Weser, Бремен |
| Під прапором                            | Третій Рейх | Третій Рейх |
| Порт приписки                           | Лор'ян | Лор'ян |
| Замовлення                              | 24 травня 1938 | 24 травня 1938 |
| Закладений                              | 16 листопада 1939 | 16 листопада 1939 |
| Спуск на воду                           | 15 червня 1940 | 15 червня 1940 |
| Введений до складу флоту                | 10 вересня 1940 | 10 вересня 1940 |
| Виведений зі складу флоту               | 2 червня 1943 | 2 червня 1943 |
| На службі                               | 1940—1943 | 1940—1943 |
| Загибель                                | 2 червня 1943 року потоплений біля Дакару французьким літаючим човном Potez-CAMS 141                                                                                    | 2 червня 1943 року потоплений біля Дакару французьким літаючим човном Potez-CAMS 141                                                                                    |
| Сучасний статус                         | затонув | затонув |
| Проєкт                                  | | |
| Тип ПЧ                                  | Торпедний ДПЧ | Торпедний ДПЧ |
| Основні характеристики                  | | |
| Швидкість (надводна)                    | 18,2 вузла | 18,2 вузла |
| Швидкість (підводна)                    | 7,3 вузла | 7,3 вузла |
| Робоча глибина занурення                | 100 м | 100 м |
| Гранична глибина занурення              | 230 м | 230 м |
| Дальність плавання                      | 64 милі (119 км) на швидкості 4 вузли (7,4 км/год) (у підводному положенні) 12 000 морських миль (22 000 км на швидкості 10 вузлів (19 км/год) (у надводному положенні) | 64 милі (119 км) на швидкості 4 вузли (7,4 км/год) (у підводному положенні) 12 000 морських миль (22 000 км на швидкості 10 вузлів (19 км/год) (у надводному положенні) |
| Екіпаж                                  | 48 осіб | 48 осіб |
| Розміри                                 | | |
| Довжина найбільша (по КВЛ)              | 76,50 м | 76,50 м |
| Ширина корпусу найб.                    | 6,76 м | 6,76 м |
| Висота                                  | 9,6 м | 9,6 м |
| Середня осадка (по КВЛ)                 | 4,7 м | 4,7 м |
| Водотоннажність надводна                | 1051 т | 1051 т |
| Озброєння                               | | |
| Артилерія                               | 1 × 105-мм палубна гармата SK C/32 | 1 × 105-мм палубна гармата SK C/32 |
| Торпедно- мінне озброєння               | 4 носових і два кормових ТА. 22 торпеди або 44 міни TMA чи 66 TMB | 4 носових і два кормових ТА. 22 торпеди або 44 міни TMA чи 66 TMB |
| ППО                                     | 1 × 37-мм зенітна гармата SKC/30 2 (1 × 2) × 20-мм зенітні гармати FlaK 30                                                                                              | 1 × 37-мм зенітна гармата SKC/30 2 (1 × 2) × 20-мм зенітні гармати FlaK 30                                                                                              |

U-105 — німецький великий океанський підводний човен типу IXB, що входив до складу Військово-морських сил Третього Рейху за часів Другої світової війни. Закладений 16 листопада 1939 року на верфі Deutsche Schiff- und Maschinenbau, AG Weser у Бремені. Спущений на воду 15 червня 1940 року, а 10 вересня 1940 року корабель увійшов до складу ВМС нацистської Німеччини.

## Історія служби
U-105 належав до серії німецьких підводних човнів типу IXB, великих океанських човнів, призначених діяти на далеких відстанях. Човнів цього типу випущено 14 одиниць і вони дуже успішно та результативно проявили себе в ході бойових дій в Атлантиці. U-105 розпочав службу в складі 2-ї навчальної, а з 1 січня 1941 року — після завершення підготовки — в бойовому складі цієї флотилії ПЧ Крігсмаріне. Командирами U-105 були капітан-лейтенант Георг Шеве, корветтен-капітан Генріх Шюх, оберлейтенант-цур-зее Ганс-Адольф Швайхель, капітан-лейтенант Юрген Ніссен.
З грудня 1940 до червня 1943 року підводний човен здійснив 9 бойових походів в Атлантичний океан, під час яких потопив 22 судна противника сумарною водотоннажністю 123 924 брутто-реєстрових тонн та один бойовий корабель (1546 тонн).
2 червня 1943 року U-105 був виявлений французьким літаючим човном Potez-CAMS 141 та внаслідок атаки французького літака глибинними бомбами був потоплений поблизу Дакару. Загинули усі 53 члени екіпажу німецької субмарини.

## Командири
- Капітан-лейтенант Георг Шеве (10 вересня 1940 — 6 січня 1942)
- Корветтен-капітан Генріх Шух (7 січня — 30 вересня 1942)
- Оберлейтенант-цур-зее Ганс-Адольф Швайхель (1-29 жовтня 1942)
- Капітан-лейтенант Юрген Ніссен (29 жовтня 1942 — 2 червня 1943)

## Перелік уражених U-105 суден у бойових походах
| №                                                             | Дата            | Назва                | Тип                | Належність                              | Водотоннажність (брт) | Вантаж | Конвой        | Результат та координати                                                | Наслідки атаки для екіпажу        | Прим.             |
| ------------------------------------------------------------- | --------------- | -------------------- | ------------------ | --------------------------------------- | --------------------- | --- | ------------- | ---------------------------------------------------------------------- | --------------------------------- | ----------------- |
| Перший похід (24.12.1940—31.01.1941, 36 діб; Кіль—Лор'ян)     |                 |                      |                    |                                         |                       | |               |                                                                        |                                   |                   |
| 1                                                             | 9 січня 1941    | Bassano              | суховантажне судно | Велика Британія                         | 4 843                 | 5000 тонн заліза та сталі та 600 тонн зерна |               | потоплено 57°57′ пн. ш. 17°42′ зх. д. / 57.950° пн. ш. 17.700° зх. д.  | 57 (один загиблий та 56 вижили)   |                   |
| 2                                                             | 26 січня 1941   | Lurigethan           | суховантажне судно | Велика Британія                         | 3 564                 | 2459 т насіння бавовни та 871 т генеральних вантажів | Конвой SLS 61 | потоплено 53°50′ пн. ш. 15°40′ зх. д. / 53.833° пн. ш. 15.667° зх. д.  | 51 (16 загиблих та 35 вижили)     |                   |
| Другий похід (22.02—13.06.1941, 112 діб; Лор'ян—Лор'ян)       |                 |                      |                    |                                         |                       | |               |                                                                        |                                   |                   |
| 3                                                             | 8 березня 1941  | Harmodius            | суховантажне судно | Велика Британія                         | 5 229                 | 2000 тонн чавуну та 3930 тонн генеральних вантажів | Конвой SL 67  | потоплено 20°35′ пн. ш. 20°40′ зх. д. / 20.583° пн. ш. 20.667° зх. д.  | 75 (14 загиблих та 61 вцілілий)   |                   |
| 4                                                             | 18 березня 1941 | Medjerda             | суховантажне судно | Велика Британія                         | 4 380                 | 6450 тонн залізної руди | Конвой SL 68  | потоплено 16°27′ пн. ш. 21°15′ зх. д. / 16.450° пн. ш. 21.250° зх. д.  | 39 (усі загинули)                 |                   |
| 5                                                             | 19 березня 1941 | Mandalika            | суховантажне судно | Нідерланди                              | 7 750                 | 9200 тонн цукру | Конвой SL 68  | потоплено 18°16′ пн. ш. 21°26′ зх. д. / 18.267° пн. ш. 21.433° зх. д.  | 61 (3 загинули та 58 вижили)      |                   |
| 6                                                             | 21 березня 1941 | Clan Ogilvy          | суховантажне судно | Велика Британія                         | 5 802                 | 5000 тонн генеральних вантажів, включаючи чавун, арахіс та чай                                                                                                 | Конвой SL 68  | потоплено 20°04′ пн. ш. 25°45′ зх. д. / 20.067° пн. ш. 25.750° зх. д.  | 82 (36 загинули та 46 вижили)     |                   |
| 7                                                             | 21 березня 1941 | Benwyvis             | суховантажне судно | Велика Британія                         | 5 802                 | 3500 тонн рису, 500 тонн свинцю, 1100 тонн деревини та 150 тонн вольфраму                                                                                      | Конвой SL 68  | потоплено 20°00′ пн. ш. 26°00′ зх. д. / 20.000° пн. ш. 26.000° зх. д.  | 55 (34 загинули та 21 вцілілий)   |                   |
| 8                                                             | 21 березня 1941 | Jhelum               | суховантажне судно | Велика Британія                         | 4 038                 | 4896 тонн генеральних вантажів, у тому числі 1400 тонн борациту (бури) та 1553 тонни інжиру                                                                    | Конвой SL 68  | потоплено 21°00′ пн. ш. 25°00′ зх. д. / 21.000° пн. ш. 25.000° зх. д.  | 57 (8 загинули та 49 вижили)      |                   |
| 9                                                             | 5 квітня 1941   | Ena de Larrinaga     | суховантажне судно | Велика Британія                         | 5 200                 | 5607 тонн вугілля та генеральних вантажів |               | потоплено 01°10′ пн. ш. 26°00′ зх. д. / 1.167° пн. ш. 26.000° зх. д.   | 43 (5 загинули та 38 вижили)      |                   |
| 10                                                            | 6 травня 1941   | Oakdene              | суховантажне судно | Велика Британія                         | 4 255                 | 6222 тонни вугілля | Конвой OG 59  | потоплено 06°19′ пн. ш. 27°55′ зх. д. / 6.317° пн. ш. 27.917° зх. д.   | 35 (усі вижили)                   |                   |
| 11                                                            | 13 травня 1941  | Benvrackie           | суховантажне судно | Велика Британія                         | 6 434                 | 5850 тонн генеральних вантажів, включаючи срібло та один літак (Gipsy Moth)                                                                                    | Конвой OB 312 | потоплено 00°49′ пн. ш. 20°15′ зх. д. / 0.817° пн. ш. 20.250° зх. д.   | 35 (усі вижили)                   |                   |
| 12                                                            | 15 травня 1941  | Benvenue             | суховантажне судно | Велика Британія                         | 5 920                 | 5000 тонн генеральних вантажів та шість літаків | Конвой OB 314 | потоплено 04°27′ пн. ш. 18°25′ зх. д. / 4.450° пн. ш. 18.417° зх. д.   | 57 (2 загинули та 55 вижили)      |                   |
| 13                                                            | 16 травня 1941  | Rodney Star          | суховантажне судно | Велика Британія                         | 11 803                | 7000 тонн заморожених та генеральних вантажів |               | потоплено 05°03′ пн. ш. 19°02′ зх. д. / 5.050° пн. ш. 19.033° зх. д.   | 83 (усі вижили)                   |                   |
| 14                                                            | 1 червня 1941   | Scottish Monarch     | суховантажне судно | Велика Британія                         | 4 719                 | 7000 тонн вугілля | Конвой OB 319 | потоплено 12°58′ пн. ш. 27°20′ зх. д. / 12.967° пн. ш. 27.333° зх. д.  | 45 (1 загиблий та 44 вижили)      |                   |
| Третій похід (3.08—20.09.1941, 49 діб; Лор'ян—Лор'ян)         |                 |                      |                    |                                         |                       | |               |                                                                        |                                   |                   |
| 15                                                            | 11 вересня 1941 | Montana              | суховантажне судно | Панама                                  | 1 549                 | 1 500 000 футів пиломатеріалів |               | потоплено 63°40′ пн. ш. 35°50′ зх. д. / 63.667° пн. ш. 35.833° зх. д.  | 26 (26 загиблих)                  |                   |
| П'ятий похід (25.01—08.02.1942, 15 діб; Лор'ян—Лор'ян)        |                 |                      |                    |                                         |                       | |               |                                                                        |                                   |                   |
| 16                                                            | 31 січня 1942   | «Кулвер»             | шлюп               | Військово-морські сили Великої Британії | 1 546                 | | Конвой SL 98  | потоплений 48°43′ пн. ш. 20°14′ зх. д. / 48.717° пн. ш. 20.233° зх. д. | 140 (127 загиблих та 13 вцілілих) | шлюп типу «Банфф» |
| Шостий похід (25.02—15.04.1942, 50 діб; Лор'ян—Лор'ян)        |                 |                      |                    |                                         |                       | |               |                                                                        |                                   |                   |
| 17                                                            | 25 березня 1942 | Narragansett         | танкер             | Велика Британія                         | 10 389                | 14 000 тонн чистого нафтопродукту |               | потоплений 34°46′ пн. ш. 67°40′ зх. д. / 34.767° пн. ш. 67.667° зх. д. | 49 (усі загиблі)                  |                   |
| 18                                                            | 27 березня 1942 | Svenør               | танкер             | Норвегія                                | 7 616                 | 11 410 тонн пічного мазуту |               | потоплений 35°55′ пн. ш. 69°20′ зх. д. / 35.917° пн. ш. 69.333° зх. д. | 37 (8 загинули та 29 вижили)      |                   |
| Восьмий похід (23.11.1942—14.02.1943, 84 доби; Лор'ян—Лор'ян) |                 |                      |                    |                                         |                       | |               |                                                                        |                                   |                   |
| 19                                                            | 14 грудня 1942  | Orfor                | суховантажне судно | Велика Британія                         | 6 578                 | 7170 тонн мішковини (джутового волокна) |               | потоплено 16°00′ пн. ш. 50°00′ зх. д. / 16.000° пн. ш. 50.000° зх. д.  | 61 (22 загиблих та 39 вижили)     |                   |
| 20                                                            | 12 січня 1943   | C.S. Flight          | вітрильне судно    | Велика Британія                         | 67                    | |               | потоплено 12°25′ пн. ш. 63°00′ зх. д. / 12.417° пн. ш. 63.000° зх. д.  | 72 (49 загиблих та 23 вижили)     |                   |
| 21                                                            | 24 січня 1943   | British Vigilance    | танкер             | Велика Британія                         | 8 093                 | 11 000 тонн чистих нафтопродуктів | Конвой TM 1   | потоплений 21°00′ пн. ш. 45°00′ зх. д. / 21.000° пн. ш. 45.000° зх. д. | 54 (27 загинуло та 27 вціліло)    |                   |
| 22                                                            | 27 січня 1943   | Cape Decision        | суховантажне судно | США                                     | 5 106                 | 5700 тонн військового майна та озброєння, включаючи наземні міни, боєприпаси, паливо в баках, вантажні автомобілі, два літаки та два десантних судна на палубі |               | потоплено 22°57′ пн. ш. 47°28′ зх. д. / 22.950° пн. ш. 47.467° зх. д.  | 77 (усі вижили)                   |                   |
| Дев'ятий похід (16.03—02.06.1943, 79 діб; Лор'ян—загибель)    |                 |                      |                    |                                         |                       | |               |                                                                        |                                   |                   |
| 23                                                            | 15 травня 1943  | Maroussio Logothetis | суховантажне судно | Грецьке королівство                     | 4 669                 | 7024 тонни залізної руди |               | потоплено 05°28′ пн. ш. 14°28′ зх. д. / 5.467° пн. ш. 14.467° зх. д.   | 39 (27 загиблих та 12 вцілілих)   |                   |